# Lawrence Osborne
Lawrence Osborne (Inglaterra, 1958) es un novelista y periodista británico que actualmente reside en Bangkok. Osborne se educó en el Fitzwilliam College de Cambridge y en Harvard, y desde entonces ha llevado una vida nómada, residiendo durante años en Polonia, Francia, Italia, Marruecos, Estados Unidos, México, Tailandia y Estambul.

## Trayectoria
Osborne ha publicado ampliamente como periodista de largo recorrido en Estados Unidos, sobre todo en The New York Times Magazine, The New Yorker, Gourmet, Salon, Playboy y Condé Nast Traveler. Sus escritos sobre vinos y bebidas espirituosas aparecieron en una columna regular llamada Cellar en Vogue (revista). También ha sido columnista ocasional de opinión en Forbes y es colaborador habitual de Newsweek International, The Daily Beast y The Wall Street Journal Magazine. Su reportaje para Playboy, "Getting a Drink in Islamabad", ganó el premio Thomas Lowell de periodismo de viajes en 2011.
Es autor de la novela Ania Malina; de un libro sobre París, Paris Dreambook; de la colección de ensayos The Poisoned Embrace; de un polémico libro sobre el autismo titulado American Normal: The Hidden World of Asperger Syndrome; y de tres libros de viajes posteriores publicados por Farrar, Straus and Giroux entre 2004 y 2009: un libro sobre el vino, The Accidental Connoisseur; The Naked Tourist; y un relato de la vida de un expatriado en Bangkok titulado Bangkok Days. Sus relatos cortos han aparecido en muchas revistas estadounidenses. Su relato "Volcano", publicado originalmente en Tin House, fue seleccionado para su inclusión en The Best American Short Stories 2012. Su novela "The Forgiven" se publicó en 2012 con gran éxito. Fue seleccionada por The Economist como uno de los mejores libros del año 2012. El siguiente libro de Osborne, The Wet and the Dry, un libro de viaje sobre el Islam y el alcohol, se publicó en 2013. El crítico de The New York Times Book Review, Dwight Garner, lo incluyó entre los 10 mejores libros de 2013.

## Acogida
Al reseñar el libro de no ficción sobre el mundo del vino de Osborne, The Accidental Connoisseur (El conocedor accidental), publicado en 2004 en The New York Times, Tony Hendra escribió: "Osborne es una nueva voz en el mundo del vino, inteligente, generosa, perspicaz, divertida, sensata, libre de prejuicios, arrogancia e intereses propios".
En la primavera de 2014, Hogarth publicó una novela, The Ballad of a Small Player, que recibió una gran acogida por parte de la crítica, tanto en Estados Unidos como en el Reino Unido. El New York Times lo seleccionó como uno de sus 100 libros notables de 2014. La NPR también lo incluyó en su lista de los mejores libros del año 2014. Paul French, en Los Angeles Review of Books, escribió que "la novela de Osborne es la mejor sobre la China contemporánea desde la de Malraux".  Neel Mukherjee lo eligió como uno de sus libros del año en The New Statesman. En el Sunday Times de Londres, Robert Collins escribió: "Un moderno Graham Greene.... en este período relativamente tranquilo para la ficción británica, alguien notable e inesperado ha surgido totalmente armado con un formidable y magistral control de la novela británica. Precisamente en el momento en que la mayoría de los novelistas empiezan a mostrar signos de decaimiento, Osborne ha alcanzado su ritmo creativo y ficcional... y ha llegado como un talento emocionante y excepcional en el panorama de la ficción británica".

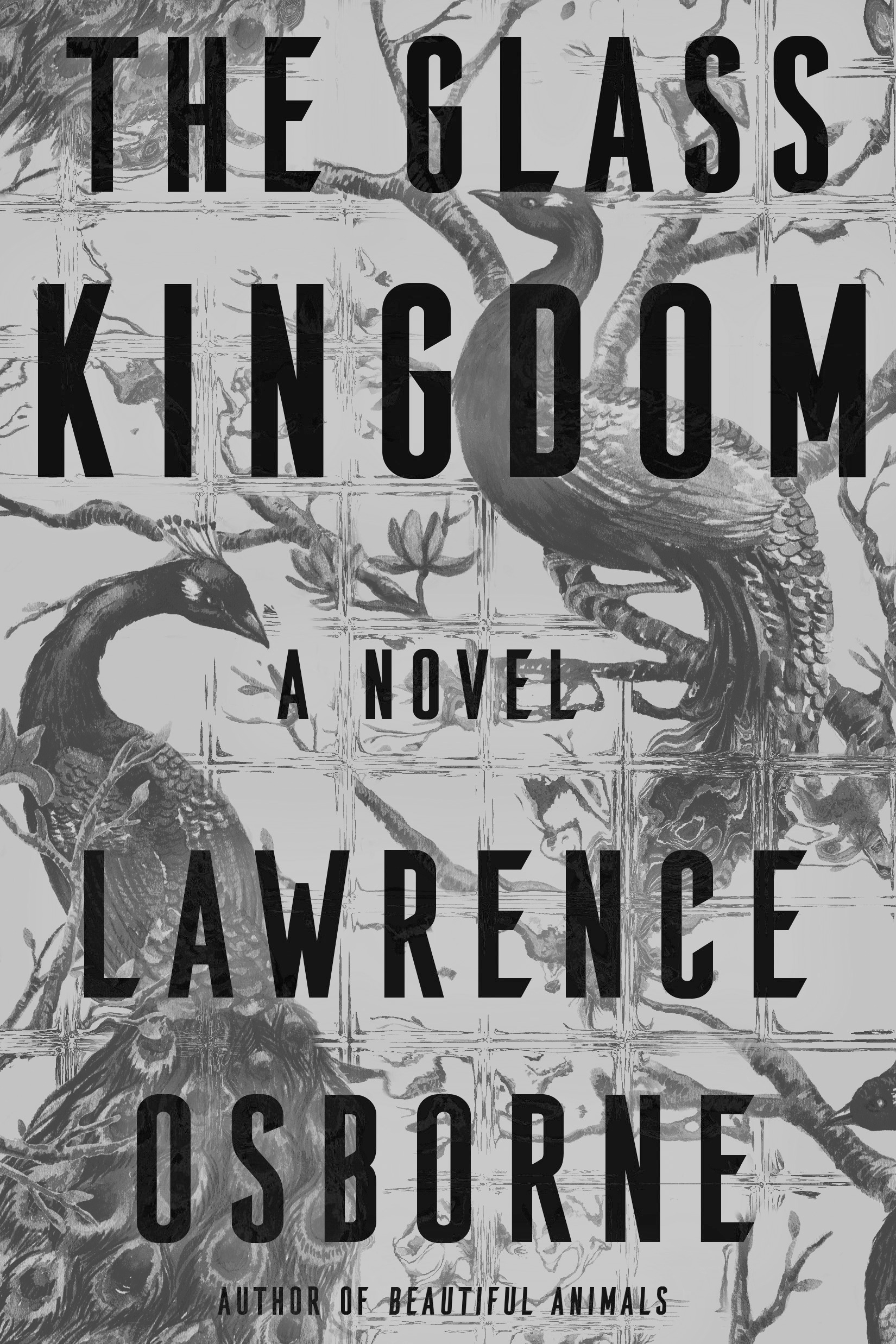

Su tercera novela, Cazadores en la oscuridad, fue publicada por Hogarth en mayo de 2015 y recibió críticas elogiosas a ambos lados del Atlántico. Arifa Akbar, editora literaria de The Independent de Londres, la seleccionó como una de sus 15 mejores novelas de 2015, y la novela fue notablemente elogiada por Neel Mukarjee en The Guardian y por Lee Child en The New York Times Book Review. Nishant Dahiya la reseñó para NPR. El crítico británico David Sexton escribió en el Evening Standard: "Las comparaciones con Graham Greene ya no son halagadoras". Anita Sethi lo reseñó en The Guardian con elogios por su delicadeza estilística.
Beautiful Animals fue publicada por Hogarth en julio de 2017 y apareció en la portada de The New York Times Book Review con una reseña de la novelista japonesa-estadounidense Katie Kitamura. En su larga reseña de la novela en The Washington Post, Lionel Shriver escribió: "Así que no nos andemos con rodeos. Este es un gran libro".
Osborne recibió el encargo de la herencia de Raymond Chandler de escribir la siguiente novela de Philip Marlowe, publicada en 2018. Con una amplia y favorable crítica, Solo para dormir fue seleccionado por el filósofo John Gray como su libro del año en el New Statesman, y fue incluido en los 100 libros más notables de 2018 de The New York Times y en los mejores libros de 2018 de NPR. Fue seleccionado por William Boyd en la misma categoría en The Guardian.
El Reino de Cristal se publicó en 2020 y se incluyó en la lista de los 100 libros más importantes de 2020 del New York Times. También fue reseñado ampliamente en un perfil del autor realizado por John Gray en "The New Statesman".

## Películas
Actualmente se están realizando adaptaciones cinematográficas de sus cinco novelas.
Como informa The Hollywood Reporter, Osborne formó parte del jurado del Festival de Cine de Macao de 2017. La versión para la pantalla de The Forgiven se anunció en Cannes en 2018 con el director John Michael McDonagh y Ralph Fiennes, Jessica Chastain y Matt Smith como adjuntos. El rodaje comenzó en Marruecos en febrero de 2020 y se completó en septiembre de ese año. Beautiful Animals está actualmente en desarrollo con Anonymous Content.
Cazadores en la oscuridad está siendo adaptada por Infinity Hill Productions con Aneurin Barnard, Adam Pettyfer, Tzi Ma y Elode Yung. El director de fotografía Christopher Doyle también participa en el proyecto. El rodaje está previsto en Camboya.
En junio de 2020, Variety y The Hollywood Reporter anunciaron que Osborne realizará el guion y coproducirá la adaptación cinematográfica de las memorias sobre la guerra de Vietnam de Jon Swain, "River of Time", junto con Indochina Productions.
En 2021 y 2022 se publicarán dos nuevas obras, una novela "On Java Road", ambientada en Hong Kong, y una colección de cuentos, "Blood Eclipse".